# Bogdan Vrăjitoarea
Bogdan Vrăjitoarea est un footballeur roumain né le 7 février 1978 à Craiova.

## Carrière
- 1995-96 : Universitatea Craiova, Roumanie
- 1996-97 : Universitatea Craiova, Roumanie
- 1997-98 : Universitatea Craiova, Roumanie
- 1997-98 : Rocar Bucarest, Roumanie
- 1998-99 : Rocar Bucarest, Roumanie
- 1999-00 : Rocar Bucarest, Roumanie
- 1999-00 : Astra Ploiești, Roumanie
- 2000-01 : Rocar Bucarest, Roumanie
- 2001-02 : Gloria Bistrita, Roumanie
- 2001-02 : Universitatea Craiova, Roumanie
- 2002-03 : FC Bihor Oradea, Roumanie
- 2003-04 : FC Bihor Oradea, Roumanie
- 2004-05 : FC Arges Pitesti, Roumanie
- 2005-06 : Politehnica Iasi, Roumanie
- 2005-06 : Unirea Urziceni, Roumanie
- 2006-07 : Jiul Petrosani, Roumanie
- 2006-07 : Ceahlăul Piatra Neamț, Roumanie
- 2007-08 : Dacia Mioveni, Roumanie
- depuis 2009 : Progresul Corabia, Roumanie (troisième division).